# ایستگاه راه‌آهن سمیه
ایستگاه راه‌آهن سمیه با نام پیشین ایستگاه راه‌آهن فوزیه یک ایستگاه راه‌آهن در بخش جاپلق، دهستان جاپلق شرقی، شهرستان ازنا در استان لرستان است.
ساخت راه‌آهن سراسری ایران در ۲۷ مرداد ۱۳۱۷ به پایان رسیده و دو خط شمال و جنوب در این ایستگاه به یکدیگر متصل و در روز سوم شهریور ۱۳۱۷ این خط رسماً بهره‌برداری از آن شروع شد.